# Jean Rosselot
 (septembre 2012).
Si vous disposez d'ouvrages ou d'articles de référence ou si vous connaissez des sites web de qualité traitant du thème abordé ici, merci de compléter l'article en donnant les références utiles à sa vérifiabilité et en les liant à la section « Notes et références ».
Jean Rosselot est un homme politique français, né le 7 décembre 1945 à Belfort. Il est député du Territoire de Belfort de 1993 à 1997.

## Biographie
Après avoir appartenu au Rassemblement pour la République, Jean Rosselot est devenu membre de l'Union pour un mouvement populaire à sa création en 2002.
En 1979, Edgar Faure lui propose de devenir son assistant parlementaire au parlement Européen de Strasbourg. Maître de conférences en droit public à l'Université de Franche-Comté, il devient maire du village de Bermont (Territoire de Belfort) en 1971. Il occupe ce poste pendant trois mandats.
Au cours des années 1980, son rôle politique local s'accroit et il est élu conseiller général du canton de Danjoutin lors des élections cantonales de 1985. Il est réélu à ce poste en 1992.
C'est en 1993 qu'il remporte son principal succès électoral. Profitant de la vague bleue qui déferle sur le pays, il parvient à battre Raymond Forni, député depuis 1973, dans la première circonscription du Territoire de Belfort avec 51,37 % des voix au second tour. Il doit cependant céder son siège lors des législatives de 1997.
Il siège ensuite au conseil régional de Franche-Comté de 1998 à 2004 comme vice-président.
En 2001, il tente de s'emparer de la mairie de Besançon détenue depuis 1977 par le socialiste Robert Schwint qui ne se représente pas. Sa liste est battue par celle de Jean-Louis Fousseret. Il devient donc conseiller municipal d'opposition prend la présidence du groupe RPR/DL puis UMP et apparentés. C'est lui qui est choisi pour mener la liste UMP à Besançon pour les élections municipales de 2008. Son concurrent principal, le maire sortant, est réélu dès le 1er tour (57 %). Il ne recueille, quant à lui que 25 %.
Le 14 janvier 2013, il se déclare candidat aux élections municipales de 2014, à Besançon, sur l'antenne de France Bleu Besançon, il se retire car Jacques Grosperrin lui est finalement préféré.
Il se représente alors aux élections municipales de Bermont en 2014 en remplacement de Pierre Santosillo qui ne se représente pas. Élu maire, il devient vice-président de la communauté de l’agglomération belfortaine, chargé des coopérations transfrontalières internationales et de la valorisation touristique.

## Mandats électoraux
Député
- 28 mars 1993 - 21 avril 1997 : député de la première circonscription du Territoire de Belfort

Conseiller régional
- 15 mars 1998 - 28 mars 2004 : vice-président du conseil régional de Franche-Comté

Conseiller général
- 17 mars 1985 - 29 mars 1992 : membre du conseil général du Territoire de Belfort (canton de Danjoutin)
- 29 mars 1992 - 22 mars 1998: membre du conseil général du Territoire de Belfort

Maire / conseiller municipal
- xx/xx/1971 - 20 mars 1977 : maire de Bermont (Territoire de Belfort)
- 20 mars 1977 - 13 mars 1983 : maire de Bermont
- 13 mars 1983 - 19 mars 1989 : maire de Bermont
- depuis le 18 mars 2001 - * 30 mars 2014 : conseiller municipal de Besançon et délégué communautaire de Grand Besançon Métropole
- 30 mars 2014 : maire de Bermont